# (2815) Soma
(2815) Soma est un astéroïde de la ceinture principale.

## Description
(2815) Soma est un astéroïde de la ceinture principale. Il fut découvert le 15 septembre 1982 à la station Anderson Mesa par Edward L. G. Bowell. Il présente une orbite caractérisée par un demi-grand axe de 2,23 UA, une excentricité de 0,17 et une inclinaison de 5,7° par rapport à l'écliptique.

## Compléments